# Comté de Coffee (Géorgie)
Pour les articles homonymes, voir Comté de Coffee.
Le comté de Coffee est un comté de Géorgie, aux États-Unis.

## Démographie
| 1860  | 1870  | 1880  | 1890   | 1900   | 1910   |
| ----- | ----- | ----- | ------ | ------ | ------ |
| 2 879 | 3 192 | 5 070 | 10 483 | 16 169 | 21 953 |

| 1920   | 1930   | 1940   | 1950   | 1960   | 1970   |
| ------ | ------ | ------ | ------ | ------ | ------ |
| 18 653 | 19 739 | 21 541 | 23 961 | 21 953 | 22 828 |

| 1980   | 1990   | 2000   | 2010   | - | - |
| ------ | ------ | ------ | ------ | - | - |
| 26 894 | 29 592 | 37 413 | 42 356 | - | - |